# Gaudeamus igitur

Gaudeamus igitur (en latin : Réjouissons-nous donc), appelé aussi simplement Gaudeamus, également connu sous le nom de De brevitate vitae (en latin : La brièveté de la vie), est un chant du XVIIIe siècle considéré aujourd'hui dans beaucoup de pays comme l'hymne international des étudiants.
Il se chante généralement dans sa version latine. Jadis, dans de nombreux pays, les étudiants connaissaient le latin et l'utilisaient pour communiquer. L'hymne Gaudeamus igitur est une survivance de cette universalité linguistique.
Chez les étudiants de France, cet hymne est aujourd'hui très peu connu et chanté. On le trouve joint au répertoire de chansons paillardes des étudiants en médecine Le Bréviaire du carabin, mais pas à celui des étudiants des Beaux-Arts. Il est présent dans la faluche, notamment dans certains bréviaires.
En revanche, il est encore fortement connu et chanté en Belgique où il se retrouve encore dans des chansonniers et où il fait partie des chants à connaître par les impétrants lors des coronæ.

## Paroles
| Texte original en latin (Kindleben, 1781)                                                                   | Texte original en allemand (Kindleben, 1781)                                                                                             | Traduction en anglais | Traduction en français |
| --- | --- | --- | --- |
| Gaudeamus igitur, Iuvenes dum sumus, Post jucundam juventutem Post molestam senectutem Nos habebit humus.   | Laßt uns, weil wir jung noch sind, Uns des Lebens freuen, Denn wir kommen sehr geschwind Zu der Todten Reihen.                           | Let us rejoice, therefore, While we are young. After a pleasant youth After a troubling old age The earth will have us.              | Réjouissons-nous donc Tant que nous sommes jeunes Après une jeunesse agréable Après une vieillesse pénible La terre nous aura.                                                 |
| Ubi sunt, qui ante nos In mundo fuere, Vadite ad superos, Transite ad inferos, Ubi jam fuere.               | Sagt mir doch, wo trift man an, Die vor uns gewesen? Schwingt euch zu dem Sternenplan. Gehet hin zu Charons Kahn, Wo sie längst gewesen. | Where are they who, before us, Were in the world? Go to the heavens Cross over into hell If you wish to see them.                    | Où sont ceux qui furent Sur terre avant nous Allez vers les cieux Passez par les enfers Là où ils ont déjà été.                                                                |
| Vita nostra brevis est, Brevi finietur, Venit mors velociter, Rapit nos atrociter, Nemini parcetur.         | Kurz ist unsre Lebenszeit, Sie vergeht geschwinde, Unter Sorgen, Müh und Streit, :,: Wie der Rauch vom Winde.                            | Our life is brief Soon it will end. Death comes quickly Snatches us cruelly To nobody shall it be spared.                            | Notre vie est brève, Elle finira bientôt La mort vient rapidement Nous arrache atrocement En n'épargnant personne.                                                             |
| Vivat Academia, Vivant Professores, Vivat membrum quodlibet, Vivant membra quaelibet, Semper sint in flore! | Blüh’, o edler Musensitz, Blühet auch, ihr Lehrer, Es leb ein jeder Musensohn, :,: Er sey der Weisheit Mehrer.                           | Long live the academy! Long live the professors! Long live each student; Long live the whole fraternity; For ever may they flourish! | Vive l'Université, Que vivent les professeurs, Que chaque étudiant vive quel qu'il soit, Que tous ses membres vivent quels qu'ils soient, Qu'ils soient toujours florissants ! |
| Vivant omnes virgines Faciles, formosae Vivant et mulieres : Tenerae, amabiles, Bonae, laboriosae.          | Hübsche Mädchen sollen hoch Gleich den Weibern leben, Die uns hold sind, und sich Müh :,: In der Wirthschaft geben.                      | Long live all girls, Easy [and] beautiful! Long live [mature] women too, Tender, lovable, Good, [and] hard-working.                  | Que vivent toutes les jeunes filles, Affables, belles, Que vivent aussi les femmes Tendres, aimables, Bonnes, travailleuses !                                                  |
| Vivat et respublica, Et qui illam regit, Vivat nostra civitas, Mecaenatum caritas, Quae nos hic protegit.   | Unser Herrscher lebe hoch, Und sein Staat gedeihe, Daß sich unser Vaterland :,: Seines Segens freue.                                     | Long live the state as well And he who rules it! Long live our city [And] the charity of benefactors Which protects us here!         | Que vive aussi l'État, Et celui que le dirige ! Que vive notre cité, Le bon cœur des mécènes Qui nous protège ici.                                                             |
| Pereat tristitia, Pereant osores, Pereat diabolus, Quivis Antiburschius, Atque irrisores.                   | Traurigkeit und Schwermuth, stirb, Gebt uns Wein für Wasser, Alles Widrige, verdirb! :,: Sterbet, Burschenhasser!                        | Let sadness perish! Let haters perish! Let the devil perish! And also the opponents of the fraternities And their mockers, too!      | Que périsse la tristesse, Que périssent ceux qui nous haïssent Que périsse le diable Tous les ennemis de notre confrérie Ainsi que les railleurs.                              |

## Historique

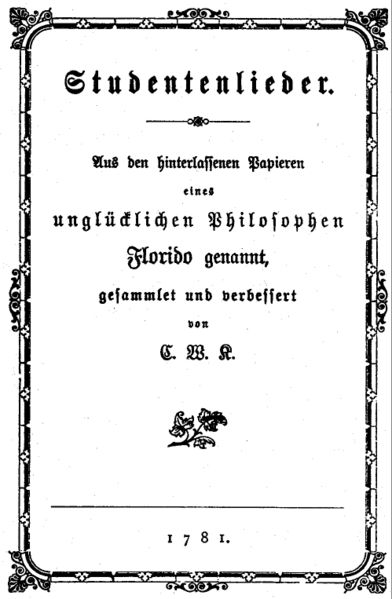
Le recueil Studentenlieder (Chansons d'étudiants) – 1781.

Gaudeamus igitur est une œuvre anonyme. Son style musical, ses paroles chantées en latin évoquent plus à l'oreille un hymne religieux et solennel qu'une chanson d’étudiants. On ne peut en citer l’origine exacte, car les auteurs ne connaissant pas la propriété intellectuelle à l'époque de sa rédaction ne revendiquaient pas leurs œuvres.
On présume qu’elle fut composée au XIIIe siècle en s’appuyant sur un manuscrit latin de Strada, qui fut évêque de Bologne, daté de 1287, référencé à la Bibliothèque nationale de France. Ce texte comporte des paroles presque identiques aux derniers couplets de la chanson, mais sans apparition des mots Gaudeamus Igitur. Le manuscrit révèle une mélodie différente de la version chantée de nos jours. On suppose qu’en 1717, Joh. Christian Grünthaus en composa la musique.
Dans un recueil manuscrit de chansons d’étudiants conservé à la Westdeutsche Bibliothek de Marbourg et rédigé entre 1723 et 1750, on trouve la seconde plus ancienne version latine connue de l'hymne. Elle diffère encore considérablement de la chanson actuelle.
La première apparition connue de Gaudeamus igitur dans sa version moderne est due au théologien évangélique Chrétien Wilhelm Kindleben (Berlin, 1748 – Dresde, 1785). Dans son recueil Studentenlieder (Chansons d'étudiants), édité à Halle en 1781, il présente le chant, doublé d’une traduction allemande. Il confesse avoir modifié de façon conséquente le texte latin d’origine.
En 1782, la mélodie de Gaudeamus igitur semble très connue dans les universités allemandes. Dans l’Akademisches Liederbuch d'August Niemann, trois poésies sont indiquées comme devant être chantées sur cet air.
La première version imprimée connue de la mélodie actuelle se trouve dans le recueil Lieder für Freude der geselligen Freunden (Chansons pour la joie entre amis réunis) édité à Leipzig en 1788.
En 1866, Henri Gaidoz écrit de Berlin :
Le Gaudeamus igitur est, on le sait, le chant par excellence de l'étudiant allemand : il n'est aucune solennité où on ne le chante en chœur, cortège aux flambeaux, banquets, anniversaires glorieux de l'Université, etc.
De nos jours, Gaudeamus igitur, connu et chanté dans beaucoup de pays, est, avec Di canti di gioia, hymne des étudiants italiens, un des deux hymnes de la Goliardia. C'est également depuis 1959 l'hymne officiel de la Fédération internationale du sport universitaire (FISU).

## Contenu de l'hymne

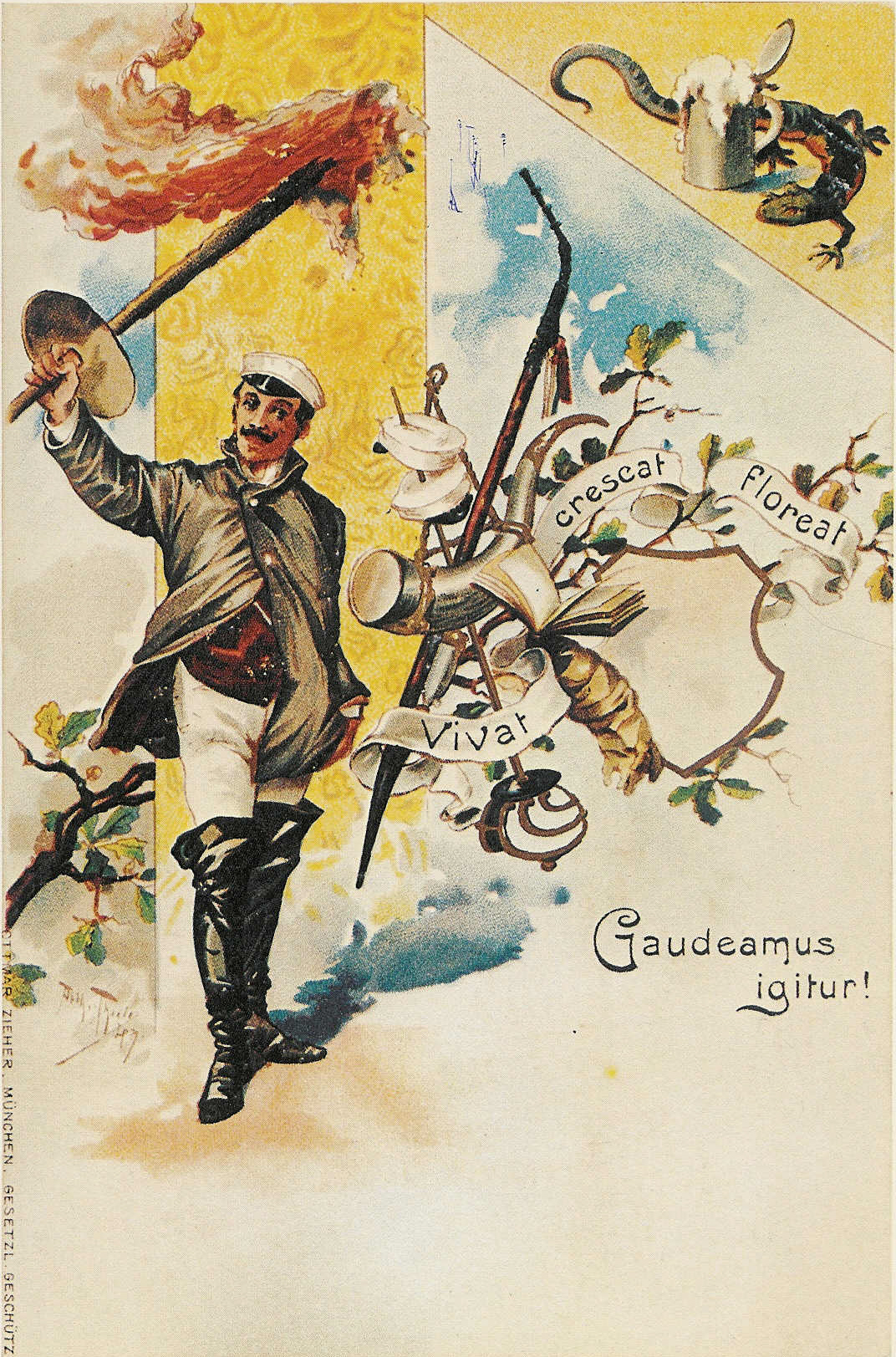
Une carte-postale allemande de 1898.

On retient surtout que Gaudeamus igitur signifie « réjouissons-nous donc ». Considéré comme un morceau du folklore étudiant international, le contenu de l'hymne est rarement analysé. Pour beaucoup, c'est « l'hymne international des étudiants ».
Son message pourtant est multiple, précis et très conservateur : réjouissons-nous, vive la vie et profitons-en quand il en est encore temps ! Vive l'école ! Vivent les professeurs ! Vive l'État et celui qui le dirige ! Vive la municipalité ! Vivent les riches (les mécènes) qui financent l'école !
Quant aux femmes, un couplet leur est consacré. Elles doivent être tout à la fois vierges, belles et faciles, tendres, aimables, bonnes et travailleuses. Leur intelligence, leur savoir et leurs capacités diverses autres que conjugales et domestiques ne sont pas mentionnés :
| Vivant omnes virgines faciles, formosæ ! Vivant et mulieres teneræ, amabiles, bonæ, laboriosæ. | Que vivent toutes les vierges, Faciles, belles ! Vivent les femmes Tendres, aimables, Bonnes, travailleuses. |

Bien sûr, il s'agit ici de l'analyse du contenu complet de l'hymne. À une époque récente on trouve souvent utilisées des versions abrégées, par exemple en 2007 à Wroclaw en Pologne.

## Réemplois de l'hymne dans la musique classique
Dans le premier tiers du XIXe siècle, Friedrich Schneider, compositeur à la cour de Dresde, compose une ouverture festive pour orchestre en ré majeur, opus 84, intitulée Gaudeamus igitur. Elle est publiée chez l'éditeur C. Brueggemann à Halberstadt.
En 1843, Franz Liszt écrit une paraphrase pour piano intitulée Gaudeamus ! Chanson d'Étudiants.
En 1846, Hector Berlioz introduit dans La Damnation de Faust un chœur d'étudiants qui chante une version du Gaudeamus igitur de son cru :
Jam nox stellata, nox stellata velamina pandit ;

Nunc, nunc bibendum et amandum est.

Vita brevis fugaxque voluptas.

Gaudeamus igitur, gaudeamus, gaudeamus ! 

Nobis subridente luna, per urbem quærentes puellas eamus !

Ut cras, fortunati Cæsares, dicamus :

Veni, vidi, vici !

Gaudeamus, gaudeamus, gaudeamus igitur !

 

Traduction

Voici que la nuit, voici que la nuit étend ses voiles étoilés ; c'est le moment de boire et d'aimer ! La vie est courte et le plaisir fugitif. Réjouissons-nous donc, réjouissons-nous, réjouissons-nous ! Tandis que la lune nous sourit, allons par la ville à la recherche des jeunes filles, pour dire demain, heureux Césars : Je suis venu, j'ai vu, j'ai vaincu ! Réjouissons-nous, réjouissons-nous, réjouissons-nous donc !
En 1848, Bedřich Smetana utilise l'air de Gaudeamus igitur dans Pochodu studentských legií (Marche des légions d'étudiants), œuvre initialement écrite pour le piano.
En 1863, Franz von Suppé cite Gaudeamus igitur dans l'ouverture de son opérette Flotte Bursche (Les garçons chics) dont l'action se déroule à l'Université de Heidelberg.
En 1870, Franz Liszt est chargé d'écrire une composition à l'occasion du 100e anniversaire de l'Académie de Musique d'Iéna. Il écrit une Humoresque  et un dialogue dramatique : Il y a cent ans. Dans les deux, il utilise la mélodie de Gaudeamus igitur.
En 1880, Johannes Brahms écrit son Ouverture pour une fête académique, qui est un pot-pourri constitué des airs de Gaudeamus igitur et de deux autres chansons estudiantines : Wir hatten gebauet ein stattliches Haus (Nous avions bâti une maison majestueuse) et Fuchslied (La chanson du renard), transcrites pour grand orchestre symphonique dans une tradition restant toutefois profondément classique.
En 1924, Sigmund Romberg cite Gaudeamus igitur dans son opérette The Student Prince (Le Prince Étudiant), dont l'action se déroule à l'Université de Heidelberg.
En 1954, un film du même nom est tourné à partir de cette opérette. Le ténor Mario Lanza, accompagné par un chœur masculin, y interprète Gaudeamus igitur.

## Gaudeamus Igiturdans les arts plastiques
- Le titre « Gaudeamus Igitur » fut bien souvent placé sur des jaquettes de livres évoquant les étudiants à travers le monde, le plus souvent accompagnées d'une peinture les représentant.
- L'artiste plasticien « commandant Roswell » crée de nombreuses œuvres évoquant ce chant. Un tableau évoque en 2006 le foisonnement des rites étudiants qui l'emploient[6]. En 2008, il tente la création d'un magazine sous ce label. En 2011 enfin, son projet Gaudeamus Igitur, le Fond des Traditions met sur pied une tradition étudiante fictive, en y évoquant ce qui motive les étudiants à faire perdurer ces pratiques, perçues comme barbares par la presse et les non initiés. Le titre de cette chanson représentant les étudiants à l'international est évocateur, par sympathie, de l'ensemble des apports bénéfiques que ces rites font rejaillir sur ses initiés.